# جوان الأولى، كونتيسة أوفرن
جوان الأولى (بالفرنسية: Jeanne Ire d'Auvergne)‏ (8 مايو 1328 - 29 سبتمبر 1360) هي كونتيسة أوفيرن وبولوني (1360-1332)، وفضلاً عن ذلك هي ملكة فرنسا القرينة بزواجها من جان الثاني ملك فرنسا، تزوجت من قبله من فيليب من بورغندي، كونت أوفيرن هو وريث أودو الرابع، دوق بورغندي وجوان الثالثة، كونتيسة بورغندي، وانجبت له فيليب من روفيرس.